# Love Jones Parry
Love Jones Parry (nombre completo: Sir Thomas Duncombe Love Jones-Parry, primer barón de Madryn) (5 de enero de 1832 - 1891) fue un terrateniente británico miembro del parlamento representando al condado de Caernarfon por el partido liberal, y uno de los promotores de la colonización galesa en la Patagonia.

## Biografía
Hijo de Love Parry Jones-Parry (nació el 28 de noviembre de 1781, en Llwyn-on, Abenbury, Wrecsam, Denbighshire, Wales) y de Lady Elizabeth Love Jones Parry (nacida Duncombe). Ellos se casaron en 1826 y tuvieron 2 hijos: Thomas Duncombe Love Jones-Parry y Sarah Elizabeth Margaret Jones Williams of Gelliwig.

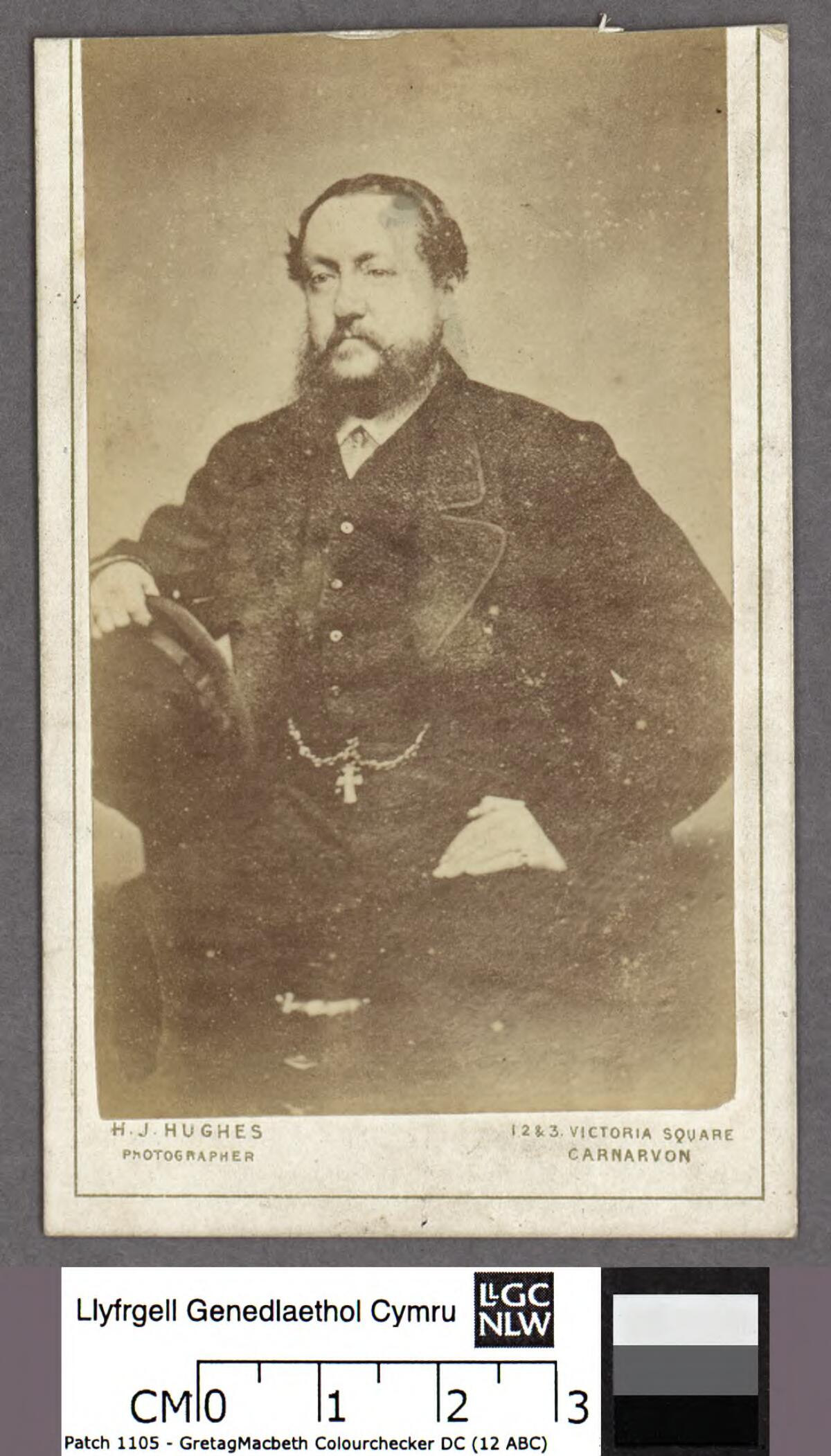
Sir Love Jones Parry

Heredó la propiedad de Madryn, cerca de Nefyn de su padre. Sir Love Parry Jones Parry, y fue educado en la escuela Rugby y en la Universidad de Oxford. En 1854 actuó como alto oficial de justicia del condado de Caernarvon, y fue una figura prominente en los círculos del eisteddfod, donde recibía el nombre bárdico de "Elphin".
Era una figura prominente y a menudo colorida en Caernarfonshire, no solo siendo uno de los principales terratenientes sino también alcanzando relevancia política en 1868 al lograr un escaño como diputado liberal por el condado en las elecciones generales del Reino Unido, derrotando al candidato tory, Douglas Pennant. Perdió las elecciones de 1874, pero ganó el escaño en representación del parlamento de Caernarfon en el período 1882-1886. Más tarde fue nombrado Baronet y fue uno de los fundadores del asentamiento galés en Patagonia. 
Sir Love Jones Parry vivió en el castillo de Madryn, aunque viajó mucho y pasó gran parte de su tiempo en Londres.
Sir Thomas Duncombe Love Jones Parry murió en 1891, sin no dejar descendencia, encontrándose su tumba en Llanbedrog, Gales. Su patrimonio quedó en manos de su hermana, Sarah Elizabeth Margaret Jones Williams de Gelliwig. Después de la muerte de Sarah Jones Williams en 1899, su primo, William Corbet Yale de Bryn Eglwys, Denbighshire heredó el resto de Madryn Estate. Murió en 1909 y posteriormente se vendieron las propiedades, incluido el Castillo de Madryn.
El castillo de Madryn fue demolido durante la década de 1960 y todo lo que queda está en el ingreso a lo que es hoy un camping.

### Colonización en la Patagonia
Love Jones-Parry fue uno de los cinco hombres influyentes que fueron nombrados como fideicomisarios de la Sociedad de Emigración en Liverpool, con la idea de que actuarían como un vínculo entre la Sociedad y el gobierno argentino. En 1862, Love Jones-Parry y Lewis Jones fueron nominados para viajar a Argentina en nombre de la Sociedad de Emigración para negociar con el ministro del Interior argentino, Dr. Guillermo Rawson, e inspeccionar posibles ubicaciones para un asentamiento galés. Se esperaba que la experiencia diplomática de Love Jones-Parry fuera beneficiosa durante las conversaciones. También contribuyó con £ 500 para el viaje.
Como Jones-Parry no pudo partir hacia Argentina hasta mediados de diciembre de 1862, Lewis Jones no tuvo más remedio que zarpar solo a principios de noviembre. Como resultado, Jones-Parry tuvo muy poca participación en las negociaciones con el gobierno argentino. Ya se había llegado a un acuerdo cuando llegó a Buenos Aires en enero de 1863. En efecto, la única contribución de Love Jones-Parry al proceso fue agregar su firma al acuerdo.
Después de asegurarse un acuerdo con el gobierno argentino, Love Jones-Parry y Lewis Jones zarparon desde Buenos Aires para comenzar un viaje exploratorio por las tierras de la Patagoniaen un pequeño navío llamado "Candelaria" . que fue llevado por una tormenta a una bahía que llamaron "Porth Madryn", conocida posteriormente como Golfo Nuevo, donde se levanta la actual ciudad de Puerto Madryn, nombrada en su honor.
Regresaron a Gales en mayo y presentaron informes detallados y favorables de las tierras que habían visto. Los informes de Lewis Jones y Love Jones-Parry se utilizaron para promocionar el Valle de Chupat en la Patagonia como un lugar adecuado para un asentamiento galés, un tema que resultó particularmente controvertido en los últimos años.
Luego del informe favorable de Love Jones Parry y Lewis Jones, un grupo de 162 galeses emigrantes partieron hacia la Patagonia a bordo del velero "Mimosa", arribando a Puerto Madryn el 28 de julio de 1865.
Sir Love Jones Parry no regresó a Patagonia.
La colonización galesa es la raíz de múltiples ciudades a lo largo de la provincia argentina del Chubut, incluyendo Puerto Madryn, Trelew, Rawson, Gaiman y Trevelin entre otros. Casualmente, las tres principales ciudades del noreste del Chubut llevan los nombres de los participantes de aquella primera reunión: Puerto Madryn (en homenaje a Sir Love Jones Parry, barón de Madryn), Trelew (Pueblo de Luis, Tre significa pueblo en galés, Lewis en honor a Lewis Jones) y Rawson (como el ministro del Interior, actual capital de la provincia del Chubut).
Hoy el Dragón Rojo Galés se posa sobre un fondo azul y blanco (símil a la bandera argentina de esa época), dando origen a la bandera de la colonia galesa (Y Wladfa).